# Karafasıl, Pınarbaşı
Karafasıl là một xã thuộc huyện Pınarbaşı, tỉnh Kastamonu, Thổ Nhĩ Kỳ. Dân số thời điểm năm 2008 là 76 người.